# Decembristerne
Decembristerne er en kunstnersammenslutning, der blev startet i 1928 af fem kunstnere: Holger J. Jensen, Svend Albrectsen, Søren Hjorth Nielsen, Emil Sievert og Jørgen Thomsen. Decembristerne opstod ud fra de unge kunstneres behov for at have et udstillingssted. De udstillede oprindeligt en udstilling i december måneder, hvilket gav dem navnet. I nogle år har den årlige udstilling dog været rykket nogle måneder frem.
De fleste af Decembristernes årlige udstillinger er siden stiftelsen afholdt udstilling i Den Frie Udstillings bygning.

## Decembristernes medlemmer
Siden stiftelsen har flere fremtrædende billedkunstnere været tilknyttet sammenslutningen, herunder Jens Birkemose, Henry Heerup, Preben Hornung, Anders Kirkegaard, Anna Klindt Sørensen  og Mogens Zieler.
Medlemmerne i 2007 var: 
Doris Bloom – Ole Broager – Inge Ellegaard – Elmer – Henrik Flagstad – Jørgen Fog – Henrik Have – Sys Hindsbo – Ellen Hyllemose – Oda Knudsen – Jørgen Carlo Larsen – Peter Laugesen – Jan Leth – Henrik Menné – Bodil Nielsen – Jesper Rasmussen – Steen Møller Rasmussen – Robert Risager – Ane Mette Ruge – Hans Christian Rylander
I 2016 var følgende blandt medlemmerne:
Doris Bloom, Ole Broager, Jørgen Carlo Larsen, Elmer, Henrik Flagstad, Sys Hindsbo, Ellen Hyllemose, Birgit Johnsen og Hanne Nielsen, Heine Kjærgaard Klausen, Oda Knudsen, Henrik Menné, Bodil Nielsen, Jesper Rasmussen, Steen Møller Rasmussen, Ane Mette Ruge, Tina Maria Nielsen, Marie Søndergaard Lolk, Bank og Rau og Hans Christian Rylander.